# Commelina umbellata
Commelina umbellata là một loài thực vật có hoa trong họ Commelinaceae. Loài này được Schumach. & Thonn. mô tả khoa học đầu tiên năm 1827.